# Мельников, Дмитрий Иванович (генерал)
Дмитрий Иванович Мельников (1906—1956) — начальник Особого отдела НКВД по Ленинградскому и Волховскому фронтам, генерал-лейтенант (1944).

## Биография
До 1916 учился в ЦПШ в селе Пустынь Вышневолоцкого уезда, работал в хозяйстве отца. Учился портновскому делу с октября 1916 по апрель 1919, с мая 1919 батрачил у владельца мельницы в деревне Жуково, с октября 1919 вновь работал в хозяйстве отца. С февраля 1925 член правления и заведующий магазином потребкооперации в деревне Сидорково Новоторжского уезда, с февраля 1926 заведующий избой-читальней в деревне Кузнечково Новоторжского уезда. С сентября 1926 секретарь комитета ВЛКСМ Тысяцкой волости, посёлке Каменка Новоторжского уезда. С ноября 1927 инспектор политпросвета УОНО и заместитель секретаря волостного комитета ВКП(б) в Каменке.
В органах госбезопасности с октября 1928. Красноармеец, затем командир отделения 5-го дивизиона войск ОГПУ в Нижнем Новгороде. С января 1931 служил в военной контрразведке ОГПУ-КГБ: штатный практикант ОО ОГПУ в Нижнем Новгороде. С марта 1932 помощник уполномоченного, уполномоченный, с ноября 1933 оперуполномоченный ОО полпредства ОГПУ — УНКВД по Горьковскому краю, с января 1936 временно исполняющий должность начальника и начальник 3-го отделения ОО — 5-го отдела УГБ УНКВД по Горьковской области. В ноябре 1937 переведён на Украину на должность начальника отделения 5-го отдела УГБ УНКВД по Киевской области. С мая 1938 работал в контрразведке, начальник 11-го отделения 3-го отдела УГБ, с июня 1938 начальник 8-го отдела 1-го Управления НКВД Украинской ССР. В октябре 1938 вернулся в систему особых отделов: начальник 7-го, с сентября 1939 4-го отделения ОО ГУГБ НКВД Киевского ОВО. С марта 1940 до июня 1941 заместитель начальника ОО ГУГБ НКВД (с февраля 1941 3-го отдела) по САВО.
Заместитель начальника 1-го отдела Управления Особых отделов НКВД СССР с 22 августа до 26 сентября 1941. Начальник ОО НКВД по 7-й отдельной армии с 26 сентября до 17 декабря 1941, начальник ОО НКВД по Волховскому фронту с 17 декабря 1941 до 2 мая 1942, начальник ОО НКВД по Ленинградскому фронту со 2 мая до 25 июня 1942, снова начальник ОО НКВД по Волховскому фронту с 25 июня 1942 по апрель 1943. Начальник УКР СМЕРШ по Волховскому фронту с апреля 1943 до 15 февраля 1944. Начальник УКР СМЕРШ по Карельскому фронта с 1 марта до 30 декабря 1944. Начальник УКР СМЕРШ по Резервному фронту с 30 декабря 1944 до 20 апреля 1945. Начальник ОКР СМЕРШ по Приморской группе войск 1-го Дальневосточного фронта с 20 апреля до 5 августа 1945. Начальник УКР СМЕРШ по 1-му Дальневосточному фронта с 5 августа до 17 декабря 1945. Начальник ОКР СМЕРШ по Приморскому военному округу с 17 декабря 1945 (с мая 1946 УКР МГБ) до 5 сентября 1946.
Начальник ОКР МГБ по Западно-Сибирскому военному округу с 5 сентября 1946 до августа 1949. Слушатель курсов высшего руководящего состава Высшей школы МГБ СССР с августа 1949 до сентября 1950. Вернулся на должность начальника ОКР МГБ по Западно-Сибирскому ВО с сентября 1950 до 28 апреля 1953. Заместитель начальника ОКР — ОО МВД по Приволжскому военному округу с 28 апреля 1953 до марта 1954. Заместитель начальника ОО КГБ по Приволжскому военному округу с марта 1954 до 9 марта 1955. 9 марта 1955 уволен из КГБ по болезни.

### Звания
- Старший батальонный комиссар (июнь 1941);
- Капитан ГБ (10 сентября 1941);
- Майор ГБ (26 сентября 1941);
- Старший майор ГБ (26 мая 1942);
- Комиссар ГБ (14 февраля 1943);
- Генерал-майор (26 мая 1943);
- Генерал-лейтенант (25 сентября 1944).

### Награды
2 ордена Ленина (28 октября 1943, 5 ноября 1954), 3 ордена Красного Знамени (1943, 8 сентября 1945, 25 июля 1949), ордена Отечественной войны I степени (31 июля 1944) и Красной Звезды (3 ноября 1944), нагрудный знак «Почётный работник ВЧК-ГПУ (XV)» (14 августа 1938), 6 медалей.